# 汤姆·约翰逊 (音响工程师)
汤姆·约翰逊（英語：Tom Johnson）为一位美国音讯工程师。他曾赢得了2次奥斯卡最佳音响效果奖，并在这个奖项上获得了6次提名。自从1983年起他参与了125部电影的制作。

## 精选影视作品
约翰逊曾赢得了2次奥斯卡最佳音响效果奖，并获得6次提名。
获奖：
- 终结者2：审判日 (1991)[1]
- 泰坦尼克号 (1997)[2]

提名：
- 阿甘正传 (1994)[3]
- 超时空接触 (1997)[2]
- 星球大战 (1999)[4]
- 荒岛余生 (2000)[5]
- 极地特快 (2004)[6]
- 战马 (2011)[7]